# Atlixcos
Der Schildvulkan Los Atlixcos ist auch bekannt unter dem Namen Cerro el Abra und liegt im mexikanischen Vulkangürtel, einer Kette von Vulkanen entlang des Golfs von Mexiko, etwa 80 Kilometer nordwestlich von Veracruz. Der Gipfel des Vulkans wird durch zwei pyroklastische Kegel und mehrere Lavafelder gebildet, welche in einer von Osten nach Westen liegenden Linie etwa zwei Kilometer voneinander entfernt angeordnet sind. Die im Norden und Osten liegenden basaltischen Lavaströme erreichten stellenweise die Küste. 